# Lerbäck, Göteborgs kommun
Lerbäck är en bebyggelse  på Hisingen i Göteborgs kommun. Från 2015 avgränsar SCB här en småort.